# Strumigenys bernardi
Strumigenys bernardi  (лат.) — вид мелких земляных муравьёв из подсемейства Myrmicinae. Африка: Ангола, Камерун, ДРК, Экваториальная Гвинея, Габон, Уганда.
Мелкие муравьи (около 2 мм) с сердцевидной головой, расширенной кзади. Обладают длинными жвалами (ширина головы HW 0,36-0,41, мандибулярный индекс MI 55-65). 
Левая мандибула с 1 предвершинным зубцом. Головной дорзум с 6 короткими отстоящими волосками: с поперечным рядом из 4 отстоящих волосков близких к затылочному краю головы и также с одной парой коротких волосков у высшей точки лба. Все волоски переднего края скапуса усиков изогнуты к его вершине. Плечевые углы переднеспинки с мелкими тонкими выступающими волосками.  
Преокулярная выемка развита: вентролатеральный край головы вдавлен в передней части перед глазами так, что передняя часть глаз отделена от боков головы. Основная окраска желтовато-коричневая. Мандибулы длинные, узкие (с несколькими зубцами). Стебелёк между грудкой и брюшком состоит из двух члеников: петиолюса и постпетиолюса (последний четко отделен от брюшка), жало развито, куколки голые (без кокона). Специализированные охотники на коллембол. Вид был впервые описан в 1960 году американским мирмекологом Уильямом Брауном и назван в честь французского энтомолога профессора Франсиса Бернара (Prof. Francis Bernard).